# Julián del Casal
José Julián Herculano del Casal y de la Lastra (n. 7 noiembrie 1863 - d. 21 octombrie 1893) a fost un poet cubanez, unul din precursorii modernismului liricii din acestă țară.
Poezia sa este marcată de decepție și de sentimentul solitudinii.
Se remarcă bogata fantezie exotică și muzicalitatea expresiei ce amintește de simbolismul lui Baudelaire.
Cunoscut fiind pentru versurile sale profund pesimiste, Julián del Casal a murit de râs.
Drama s-a produs în timp ce lua cina cu prietenii, în momentul în care unul dintre acestia a spus o anecdotă.
Poetul a avut un acces de râs incontrolabil, care a dus la moarte subită.

## Opera
- 1890: Frunze în vânt ("Hojas al viento");
- 1892: Zăpadă ("Nieve");
- 1893: Busturi și rime ("Bustos y rimas").